# Colin Munro MacLeod
Colin Munro MacLeod (28. siječnja 1909. – 11. veljače 1972.) je bio kanadsko-američki genetičar.

## Biografija
MacLeod je upisao Sveučilište McGill sa 16 godina, i završio medicinske studije u 23. godini. 
U svojim ranim godinama je kao znanstvenik, zajedno s Oswald Averyjem i Maclyn McCartyjem, demonstrirao da je DNK aktivna komponenta odgovorna za bakterijsku transformaciju, i u retrospektivi fizička baza gena. Avery i MacLeod su 1941. odvojili grubi ekstrakt iz bakterijske vrste koja uzrokuje pneumoniju S. Ekstrakt S vrste može konvertirati daleko benigniju R (‘grubu’) vrstu bakterije u formu koja izaziva bolest. Kasnije te godine, McCarty se pridružio Averyjevom laboratoriju, a 1942. su počeli rad na DNK kao mogućem sastojku ekstrakta S vrste koji ima sposobnost da transformira R vrstu. Do početka 1943. su pokazali da je DNK zaista transformirajući faktor. U veljači 1944. su objavili prvi iz serije članaka kojima se demonstrira uloga DNK. Naknadni eksperimenti su potvrdili da je DNK univerzalni nosilac genetičke informacije.